# Bahnhof Solingen Mitte
Der Bahnhof Solingen Mitte ist ein Durchgangsbahnhof in der bergischen Großstadt Solingen. Er wurde im Jahre 2006 eröffnet und löste zusammen mit dem nahegelegenen Haltepunkt Solingen Grünewald den ehemaligen Solinger Hauptbahnhof ab, welcher seither nicht mehr angefahren wird.

## Lage
Der Bahnhof Solingen Mitte befindet sich im südlichen Bereich der Innenstadt. Er liegt östlich des ehemaligen Solinger Hauptbahnhofs und des heutigen Südparks an der Kreuzung der Bundesstraße 229 mit den Ausfallstraßen in die Stadtteile Höhscheid und Widdert, der Brühler Straße sowie der Bismarckstraße. Über dem Bahnhaltepunkt befindet sich der Busbahnhof, der die Verknüpfung zu den Linien der Stadtwerke Solingen, darunter auch Buslinien des Oberleitungsbus Solingen, herstellt.

## Geschichte
Im Rahmen eines lokalen Strukturförderungsprogramms, der Regionale 2006, wurde der alte Hauptbahnhof stillgelegt und durch zwei Nachfolgestationen ersetzt – Solingen Mitte und Solingen Grünewald. Wesentliche Gründe waren die schlechte Erreichbarkeit des alten Bahnhofes wie auch dessen kritischer baulicher Zustand. Am neuen Bahnhof Solingen Mitte entstand ein Verkehrsknoten zwischen dem Zugverkehr und den Bussen der Stadtwerke Solingen. Das Gebiet um den ehemaligen Hauptbahnhof wurde einer Umnutzung unterzogen. In seiner Umgebung entstand der Südpark, mit Restaurants, Grünflächen und Künstlerateliers in den ehemaligen Güterhallen.
Der alte Solinger Hauptbahnhof wurde im Mai 2006 geschlossen, im Dezember 2006 der Haltepunkt Solingen Mitte eröffnet. Gleichzeitig wurde der Bahnhof in Solingen-Ohligs aufgrund seiner Bedeutung als wichtigster Eisenbahnknoten Solingens in Solingen Hauptbahnhof umbenannt.
Aufgrund seiner futuristischen Gestaltung wurde der Bahnhof Solingen Mitte im November 2007 mit dem Verkehrsarchitektur-Preis Renault Traffic Future Award ausgezeichnet.

## Bedienung

### Schienenverkehr

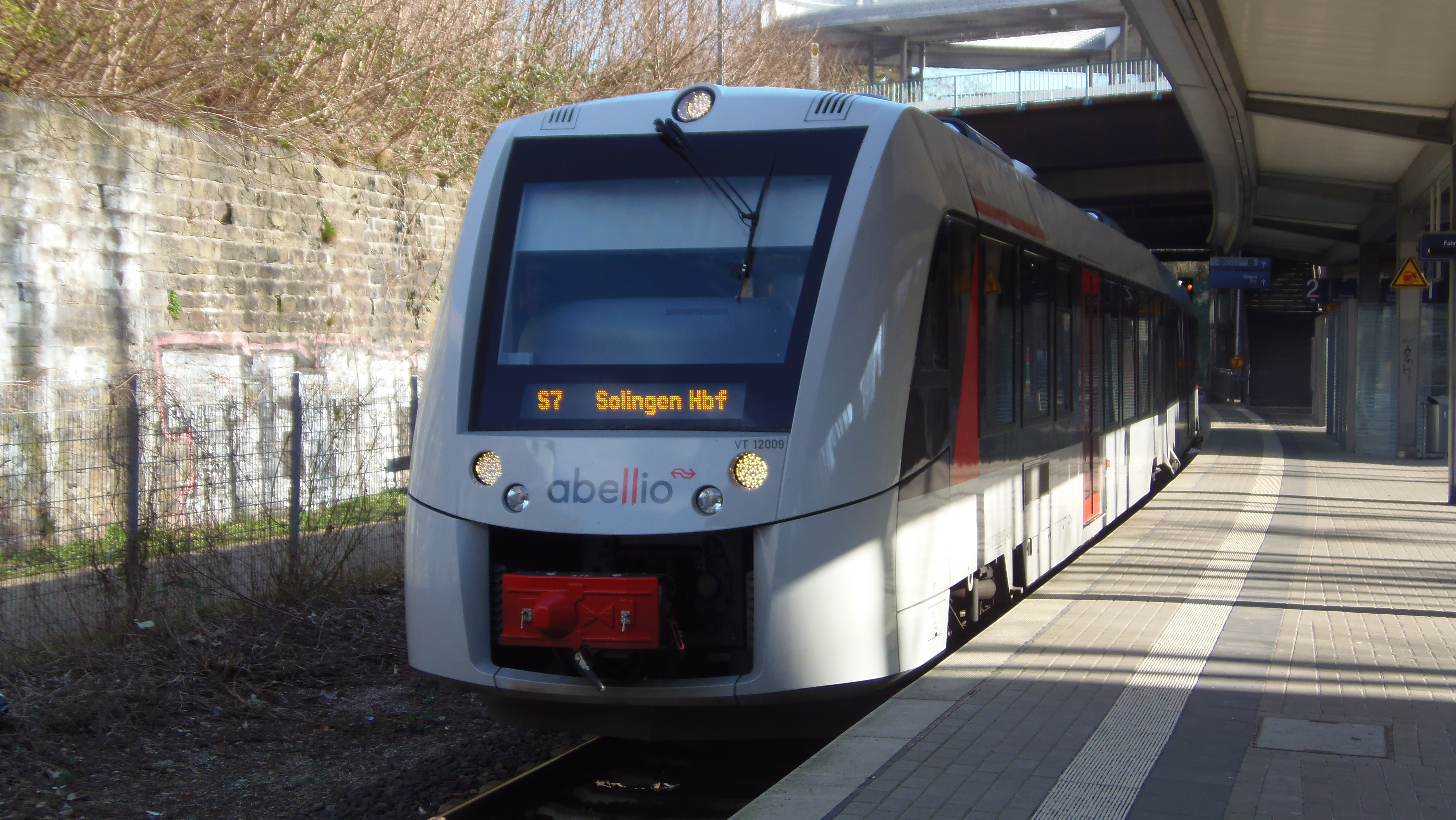
S7 in Solingen Mitte

Im Schienenverkehr wird der Bahnhof von der Linie S 7, dem sogenannten Müngstener, bedient. Sie wurde bis 31. Januar 2022 von Abellio Rail NRW übernommen, seit Neuvergabe des Verkehrsvertrags am 1. Februar 2022 wird sie von der Vias Rail betrieben. Darüber hinaus verkehrt seit dem 11. Dezember 2022 der Regional-Express RE 47 („Düssel-Wupper-Express“). Der überregional angebundene Hauptbahnhof Solingens wird auf dem Schienenweg in 8 Minuten erreicht.
| Linie | Verlauf | Takt                                               |
| ----- | --- | -------------------------------------------------- |
| S 7   | Der Müngstener: Wuppertal Hbf – W-Unterbarmen – W-Barmen – W-Oberbarmen – W-Ronsdorf – RS-Lüttringhausen – RS-Lennep – Remscheid Hbf – RS-Güldenwerth – SG-Schaberg – Solingen Mitte – SG-Grünewald – Solingen Hbf Stand: Fahrplanwechsel Dezember 2023 | 20 min (wochentags) 30 min (Wochenenden/Feiertage) |
| RE 47 | Düssel-Wupper-Express: Düsseldorf Hbf – Düsseldorf-Eller Mitte – Hilden – Solingen Hbf – Solingen-Grünewald – Solingen Mitte – Remscheid-Güldenwerth – Remscheid Hbf – Remscheid-Lennep Stand: April 2024                                               | 60 min                                             |

### Bus
Alle den Busbahnhof bedienenden Buslinien bieten auch Anschluss an den Graf-Wilhelm-Platz, wo Anschluss zu weiteren Linien der Stadtwerke Solingen sowie einem CityExpress nach Wuppertal besteht. Der Busbahnhof Graf-Wilhelm-Platz ist nur drei Haltestellen und ca. sechs Fahrtminuten in Richtung Norden entfernt.

#### Oberleitungsbus Solingen
Am Bahnhof Solingen Mitte verkehren drei reguläre Oberleitungsbuslinien und eine Batterie-Oberleitungsbus-Linie (kurz BOB).
| Linie | Verlauf |
| ----- | --- |
| 681   | Solingen Hauptbahnhof – Solingen-Merscheid – Solingen Graf-Wilhelm-Platz – Solingen Mitte – Solingen-Hästen                                                        |
| 683   | Wuppertal-Vohwinkel Bf. – Vohwinkel Schwebebahn – Solingen-Gräfrath – Solingen Graf-Wilhelm-Platz – Solingen Mitte – Solingen-Krahenhöhe – Solingen-Burger Bahnhof |
| 684   | Solingen-Hasselstraße – Solingen Graf-Wilhelm-Platz – Solingen Mitte – Solingen Schule Widdert                                                                     |
| 695   | Solingen-Gräfrath, Abteiweg – Solingen Graf-Wilhelm-Platz – Solingen Mitte – Solingen-Halfeshof/Meigen                                                             |

#### Dieselbus
Des Weiteren halten auch vier Dieselbuslinen am Bahnhof Solingen Mitte, darunter zwei NachtExpress-Linien.
| Linie | Verlauf |
| ----- | --- |
| 252   | Linie des Verkehrsverbundes Rhein-Sieg Solingen Graf-Wilhelm-Platz – Solingen Mitte – Solingen-Odental/Solingen-Balkhausen – Witzhelden – Hilgen – Burscheid Busbahnhof |
| 697   | Solingen Graf-Wilhelm-Platz – Solingen Mitte – Schule Widdert – Solingen-Rüden                                                                                          |
| NE23  | Wuppertal-Vohwinkel Bf. – Vohwinkel Schwebebahn – Solingen-Gräfrath – Solingen Graf-Wilhelm-Platz – Solingen Mitte – Solingen-Krahenhöhe                                |
| NE24  | Solingen-Hasselstraße – Solingen Graf-Wilhelm-Platz – Solingen Mitte – Solingen Schule Widdert                                                                          |